# Kostel svatého Petra a Pavla (Březno)
Poutní kostel svatého Petra a Pavla v Březně  v okrese Chomutov je monumentálně působící barokní sakrální stavbou vystavěnou podle plánů Kiliána Ignáce Dienzenhofera. Kostel stojí na místě staršího raně gotického kostela svatého Petra a Pavla, doloženého prvně roku 1352. Základní kámen stavby byl položen 13. května 1739. Stavbu brzdily mnohé technické problémy jako nedostatečně únosné písečné podloží, které si vynutilo zaberanění dřevěných pilotů do hloubky, údajně odpovídající výšce kostela bez věží a také války poloviny 18. století. Navíc se na stavbu nedostávalo peněz. Kostel byl dostavěn v roce 1763 Janem Kryštofem Koschem za pomoci březenského mistra P. Eisenbergera. Věže pocházejí z let 1764–1765.

## Historie
Na hlavní oltáři barokního chrámu je ve skleněné skříni umístěna gotická socha Panny Marie z doby kolem roku 1450. Tato dřevěná socha byla nalezena v letech 1632–1637 při kopání studny. Na několika místech má červené skvrny jako od krve. Nejdříve pro i byla vybudována malá kaple, kterou nechal roku 1671 hrabě Martinic strhnout a postavit pak novou větší kapli se třemi oltáři. Protože však ani ta nestačila pro stále vzrůstající počet poutníků, bylo rozhodnuto vybudovat barokní kostel a původní kaple byla pak stržena. Nový kostel byl vysvěcen 8. května 1763 pražským biskupem Janem Ondřejem Kayserem.
Až do josefínských dob bylo Březno cílem četných poutníků, ale po zákazu poutí během reforem návštěvnost podstatně upadla, takže pak přicházelo vždy jen několik procesí z nejbližšího okolí na svátek Nanebevzetí Panny Marie.

### Program záchrany architektonického dědictví
V rámci Programu záchrany architektonického dědictví bylo v letech 1995–2014 na opravu kostela čerpáno 11 280 000 Kč.
| rok    | 1999  | 2000  | 2001  | 2002 | 2003 | 2004  | 2005  | 2006 |
| ------ | ----- | ----- | ----- | ---- | ---- | ----- | ----- | ---- |
| částka | 1 000 | 1 200 | 1 000 | 800  | 900  | 1 000 | 1 000 | 740  |
| rok    | 2007  | 2008  | 2009  | 2010 | 2011 | 2012  | 2013  | 2014 |
| částka | 450   | 500   | 500   | 420  | 450  | 420   | 400   | 500  |

## Architektura

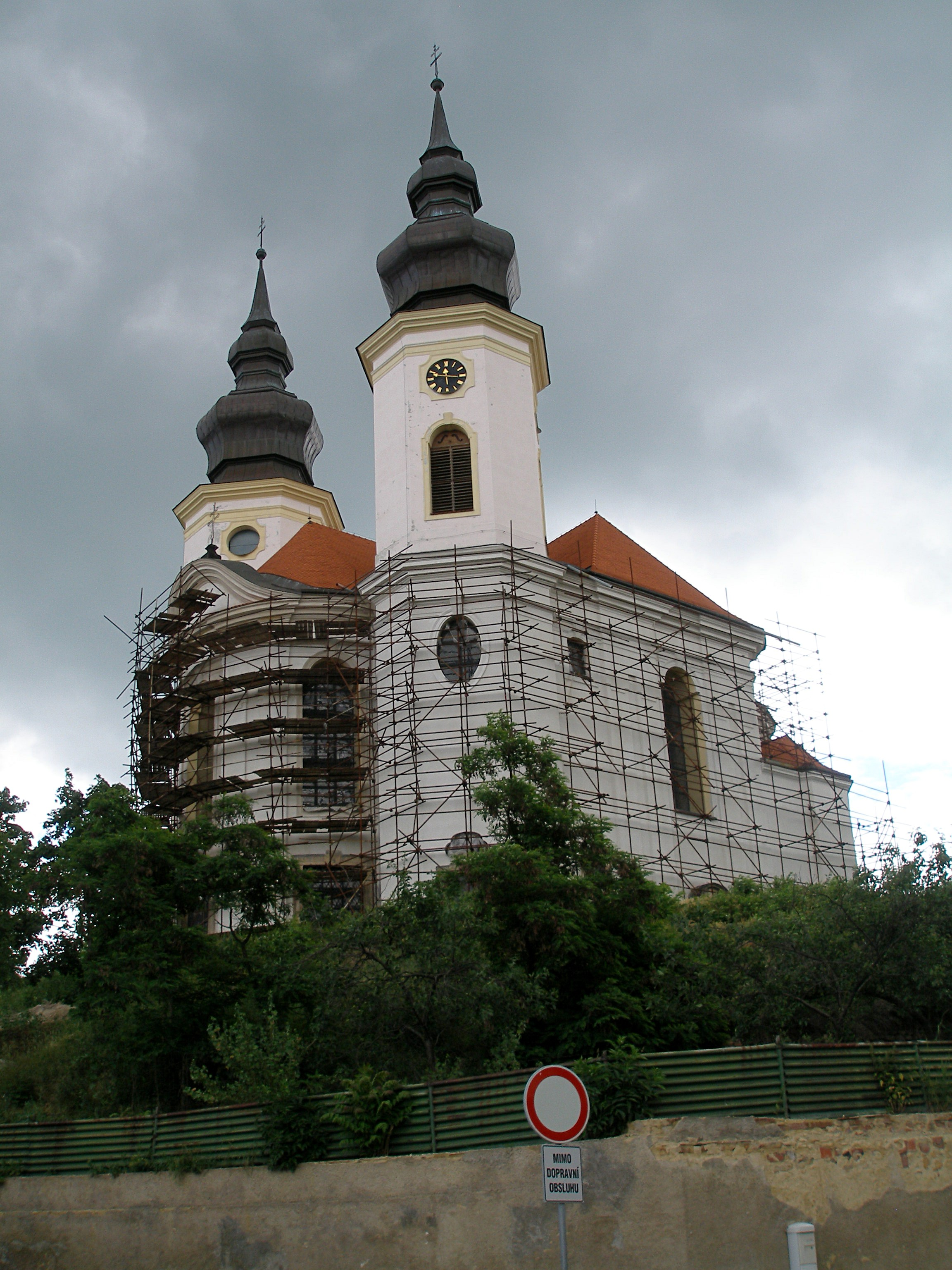
Kostel sv. Petra a Pavla v Březně při opravě v roce 2010

Jedná se o dokonale symetrickou barokní centrální stavbu o půdorysu řeckého kříže (přibližně 25 × 20 m). Kostel má ústřední čtvercový prostor a apsidy na hlavní ose. Na diagonálách chrámové lodi se nacházejí čtyři osmiboké kaple. Zevně je stavba zhruba čtyřboká. Má dvě věže téhož půdorysu s vysokými báněmi a konvexní rizalit v západním průčelí. Nad ústředním prostorem je monumentální placková klenba s freskovou výzdobou od Franze Müllera z roku 1750.

### Vybavení
Zařízení kostela je jednotné, oltáře a další dřevořezby jsou od K. L. Waitzmanna z období kolem roku 1760. Kostel má hlavní oltář a boční oltáře. Malířskou výzdobu provedl František Antonín Müller. Ve výklencích se nacházejí sochy a také zpovědnice jsou opatřeny sochami sv. Františka z Assisi, sv. Petra, sv. Floriána, sv. Prokopa, sv. Eustacha a biblickým králem (Davidem). Sochy jsou také na kazatelně. Varhany jsou opatřeny bohatou rokokovou ornamentikou z díly J. I. Schmidta z Lokte. Byly postaveny v roce 1758. Na hlavním oltáři je pozdně gotická socha milostné Madony. Lavice pocházejí z období kolem roku 1770, dvě zpovědice se datují do druhé poloviny 18. století.
V kostele původně bývaly čtyři zvony z let 1520–1856. S výjimkou prostředního zvonu z roku 1775 byly zrekvírovány během první světové války. Tři nové zvony byly odlity v roce 1921.
Po roce 1945 a následném vysídlení německého obyvatelstva kostel začal výrazně chátrat. Následná velkoplošná těžba hnědého uhlí zdevastovala krajinu v širokém okolí. Roku 1999 začala probíhat oprava kostela, ovšem řada hodnotných prvků stavby byla předtím nenávratně poškozena (především fresky).